# Free Church of Tonga

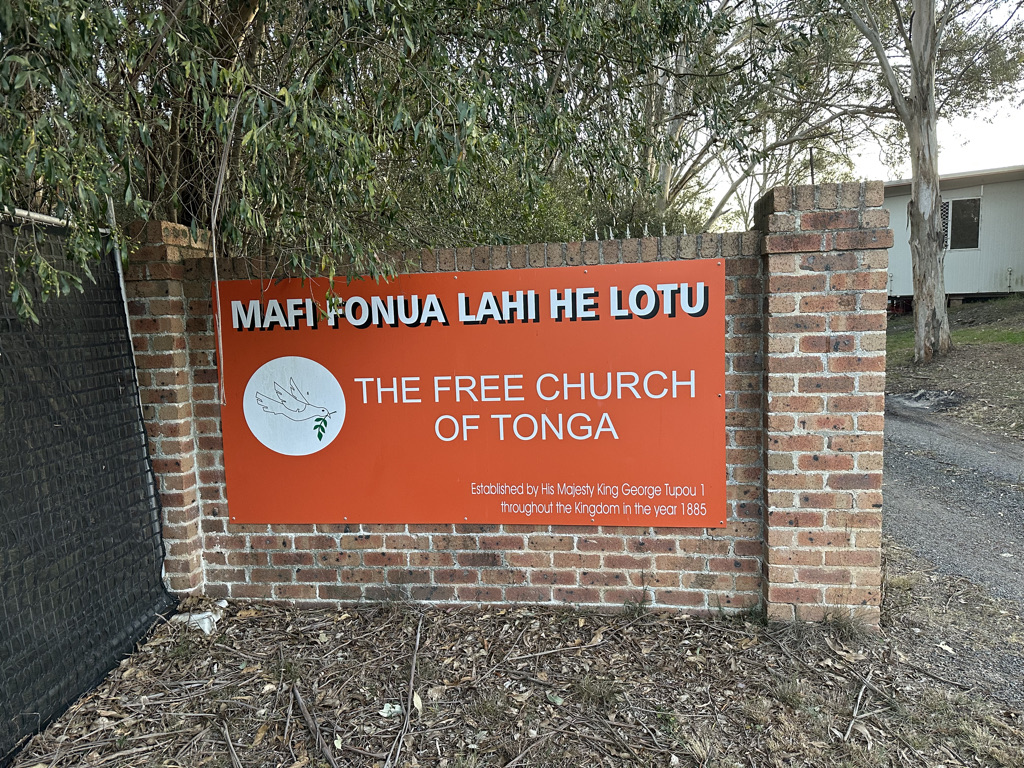
Australische Gemeinde der Free Church of Tonga (2023)

Die Free Church of Tonga (tongaisch: Siasi ʻo Tonga Tauʻatāina) ist eine methodistische Kirche im Königreich Tonga. Sie war bis 1924 die offizielle Staatskirche Tongas. Mit 11,3 Prozent der Bevölkerung ist sie (nach der Free Wesleyan Church, der römisch-katholischen Kirche und den Heiligen der Letzten Tage) die viertgrößte Kirchengemeinschaft des Landes. Als Free Church of Tonga wird auch das Kirchengebäude der Centennial Church, der Hauptkirche der Free Church of Tonga, in Nukuʻalofa bezeichnet.

## Geschichte
Die Free Church of Tonga wurde 1885 von König George Topou I. auf den Rat Shirley Waldemar Bakers gegründet. Ziel der Gründung war die Unabhängigkeit von der Wesleyan Methodist Church in Australien und den Missionaren, so dass die tongaische Kirche unter ihrem Präsidenten Jabez B. Watkin ihre eigenen Angelegenheiten regeln und verwalten konnte.
Ursprünglich hieß sie Wesleyanische Freikirche von Tonga (alte tongaische Rechtschreibung: Koe Jiaji Ueseliana Tauataina o Toga) und wurde unter George Tupou II. zur offiziellen Staatskirche, der sie 1898 in Kirche des freien Tonga (alte tongaische Rechtschreibung: Koe Jiaji o Toga Tauataina) umbenannte, obwohl sie weltweit als Free Church of Tonga bekannt blieb. Sie blieb bis 1924 die offizielle Staatskirche Tongas, als Königin Salote Tupou III. die Wesleyanische Kirche von Tonga durch einen Zusammenschluss der Wesleyan Methodist Church und der Kirche des freien Tonga gründete.
Dem widersetzten sich jedoch Gläubige unter dem Präsidenten Jabez B. Watkin, so dass die Free Church of Tonga bestehen blieb. Nach Watkins Tod wurde 1926 Robert Gordon-Kirgan sein Nachfolger. Gordon-Kirgans Versuche, die fortbestehende Freikirche zu reformieren, sorgten für Aufruhr in der Führungsschicht der Kirche und verärgerten insbesondere den Adligen Lord Fīnau 'Ulukālala von Tu'anuku, Vava'u, der mit einer Gruppe sympathisierender Geistlicher die Kirche verließ und 1928 die Church of Tonga (alte tongaische Rechtschreibung: Koe Jiaji o Toga) gründete.
Die Free Church of Tonga hat heute noch Mitglieder außerhalb des Königreichs, darunter u. a. in Neuseeland, Fidschi und Amerikanisch-Samoa.
Nach dem Zyklon Gita im Jahr 2018 ist die Centennial Church, die Hauptkirche der Free Church of Tonga, als  Gebäude derzeit nicht nutzbar.